# Крутов Євген Олексійович
Євген Олексійович Крутов (рос. Евгений Алексеевич Крутов; 25 березня 1978, м. Воскресенськ, СРСР) — російський хокеїст, захисник. Майстер спорту.
Вихованець хокейної школи «Хімік» (Воскресенськ), перший тренер — А.І. Козлов. Виступав за «Хімік» (Воскресенськ), «Кристал» (Саратов), ХК «Липецьк», «Нафтовик» (Альметьєвськ), «Єрмак» (Ангарськ), «Дизель» (Пенза).